# ディートリヒ・エルトマン
ディートリヒ・エルトマン（Dietrich Erdmann、1917年7月20日 - 2009年4月22日）は、ドイツの作曲家。
ボン出身。8歳のときにベルリンに移った。文化的な環境の家庭で、9歳からピアノを学んだ。ギムナジウム在学中からハラルド・ゲンツマー、パウル・ヒンデミットに師事し、1931年からチェロを学んだ。1934年から1938年までベルリン音楽大学（現在のベルリン芸術大学）で学んだ。
1947年からベルリン教育大学で教鞭をとり、1954年に準教授、その12年後には教授に就任した。1970年には副学長となり、1982年に退職した。

## 主な作品

### 管弦楽
- チェロと小管弦楽のための協奏曲
- アルト・サクソフォンと小管弦楽のための協奏曲
- 弦楽合奏のためのセレニタ・ノットゥルナ
- 管弦楽のためのスペクトルム
- フルートと小管弦楽のためのコンチェルティーノ
- ピアノと小管弦楽のためのコンチェルティーノ
- 極彩色の音楽
- 弦楽合奏のための音楽

### 室内楽
- 木管四重奏のための即興曲
- 弦楽三重奏曲
- 弦楽四重奏曲のための４つのスケッチ
- からかい（サクソフォンの四重奏のための）
- 反響（サクソフォンの四重奏のための）

### マンドリンオーケストラ
- ディヴェルティメント
- セレナータ
- オーボエ、マンドリンオーケストラと打楽器のためのモヴィメンティ
- ヴィオラとマンドリンオーケストラのためのコンチェルティーノ
- シロフォン、メタロフォンとマンドリンオーケストラのための協奏曲

## 文献
- Riemann Musiklexikon. Ergänzungsband A-K. Schott, Mainz 1972, S. 228.
- Henke Matthias: Das große Buch der Zupforchester. Schwingenstein, München 1987. S.140, 148, 151, 153, 233.
- Wilfried Bruchhäuser: Komponisten der Gegenwart. Deutscher Komponistenverband, Berlin 1985. S. 169
- S. Beikler, R. Grambow: Ein Neoklassizist ist von uns gegangen. Concertino 3/2009. S. 151
- Musik eine verbindende Kunst. Concertino 3/2009. S. 121